# Metalibitia santaremis
Metalibitia santaremis is een hooiwagen uit de familie Cosmetidae.